# Jeremy Stangroom
Jeremy Stangroom est un écrivain, éditeur et concepteur de sites Web britannique. Il est rédacteur en chef et cofondateur, avec Julian Baggini, de The Philosophers 'Magazine, et a écrit et édité plusieurs livres de philosophie. Il est également cofondateur, avec Ophelia Benson, du site Web «Butterflies and Wheels». 

## Éducation
Stangroom a obtenu un bachelor en sociologie de l'Université de Southampton en 1985, une maîtrise en sociologie de la London School of Economics (LSE) en 1987 et un doctorat en 1996, également à la LSE, avec une thèse intitulée "Mobilisation politique et question de  subjectivité".

## Livres de Stangroom
- L'histoire de la philosophie: une histoire de la pensée occidentale, 2012, avec James Garvey
- Dieu déteste-t-il les femmes ? coécrit avec Ophelia Benson[3].
- Crise identitaire : contre le multiculturalisme, Continuum International Publishing Group, 2008  (ISBN 978-0-8264-9255-5)
- Pensez-vous ce que vous pensez que vous pensez ?, Granta, 2006, coécrit avec Julian Baggini  (ISBN 978-1-86207-916-8)
- Le petit livre des grandes idées: philosophie, A&C Black, 2006  (ISBN 978-0-7136-7495-8)
- Why Truth Matters, Continuum, 2006, coécrit avec O. Benson  (ISBN 978-0-8264-7608-1)
- Great Philosophers, Arcturus, 2005, coécrit avec James Garvey
- Ce que pensent les scientifiques, Routledge, 2005.
- The Dictionary of Fashionable Nonsense: A Guide for Edgy People, Souvenir Press, 2004, coécrit avec O. Benson
- Great Thinkers AZ, Continuum, 2004, coécrit avec J. Baggini
- What Philosophers Think, Continuum, 2003, coécrit avec J. Baggini  (ISBN 978-0-8264-6754-6)
- New British Philosophy: The interviews, Routledge, 2002, coécrit avec J. Baggini  (ISBN 978-0415243469)